# Mortes em março de 2007
Mortes em 2007: ← – Janeiro – Fevereiro – Março – Abril – Maio – Junho – Julho – Agosto – Setembro – Outubro – Novembro – Dezembro – →
Esta é uma relação de pessoas notáveis que morreram durante o mês de março de 2007, listando nome, nacionalidade, ocupação e ano de nascimento.

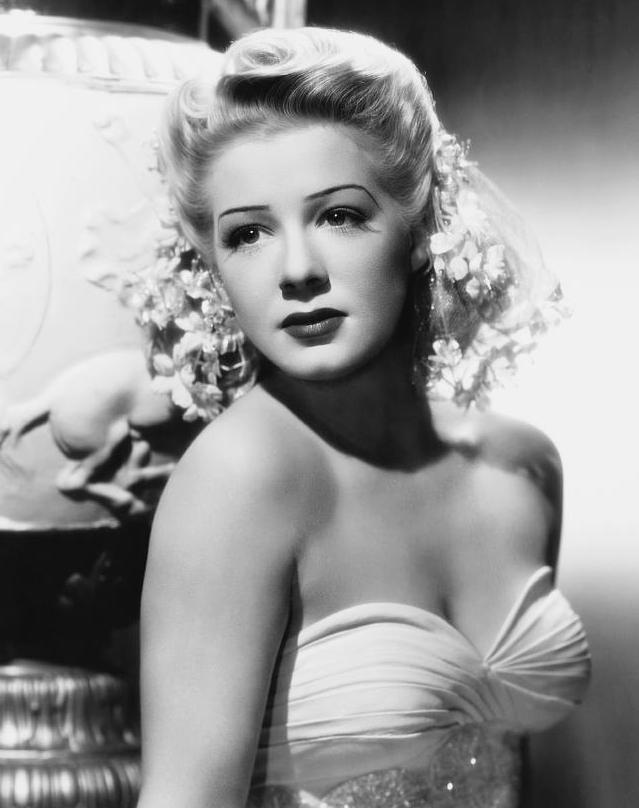
Betty Hutton, atriz estadunidense.

| Dia | Nome                    | Profissão ou motivo de reconhecimento | Nacionalidade       | Ano de nasc. | Ref   |
| --- | ----------------------- | ------------------------------------- | ------------------- | ------------ | ----- |
| 1   | Carvalhinho             | Ator e humorista                      | Brasil              | 1927         | [ 1 ] |
| 1   | Colette Brosset         | Atriz e cenógrafa                     | França              | 1922         | [ 2 ] |
| 1   | Manuel Bento            | Futebolista                           | Portugal            | 1948         | [ 3 ] |
| 2   | Alface                  | Escritor                              | Portugal            | 1949         | [ 4 ] |
| 2   | Henri Troyat            | Escritor                              | França              | 1911         | [ 5 ] |
| 2   | Madi Phala              | Designer                              | África do Sul       | 1955         | [ 6 ] |
| 3   | Pompín Iglesias         | Comediante                            | México              | 1926         | [ 7 ] |
| 4   | Thomas Eagleton         | Político                              | Estados Unidos      | 1929         |       |
| 4   | Sunil Kumar Mahato      | Político                              | Índia               | 1966         |       |
| 5   | José Ivo Lorscheiter    | Religioso                             | Brasil              | 1927         |       |
| 5   | Yvan Delporte           | Quadrinista                           | França              | 1928         |       |
| 6   | Jean Baudrillard        | Sociólogo                             | França              | 1929         |       |
| 6   | Ernest Gallo            | Vitivinicultor                        | Estados Unidos      | 1909         |       |
| 6   | Allen Coage             | Wrestler                              | Estados Unidos      | 1943         |       |
| 6   | Pierre Moinot           | Romancista                            | França              | 1920         |       |
| 8   | Pino Lancetti           | Estilista                             | Itália              | 1928         |       |
| 8   | John Inman              | Ator                                  | Inglaterra          | 1935         |       |
| 9   | Geraldo Mourão          | Escritor e jornalista                 | Brasil              | 1917         |       |
| 9   | Brad Delp               | Músico                                | Estados Unidos      | 1951         |       |
| 9   | Juan Carlos Portantiero | Sociólogo                             | Argentina           | 1934         |       |
| 10  | Manuela Margarido       | Poetisa                               | São Tomé e Príncipe | 1925         |       |
| 10  | Richard Jeni            | Comediante                            | Estados Unidos      | 1957         |       |
| 10  | Ernie Ladd              | Futebolista e wrestler                | Estados Unidos      | 1938         |       |
| 11  | Gerônimo Ciqueira       | Político                              | Brasil              | 1956         |       |
| 11  | Betty Hutton            | Atriz e cantora                       | Estados Unidos      | 1921         |       |
| 11  | René Hüssy              | Futebolista                           | Suíça               | 1928         |       |
| 12  | Antonio Ortiz Mena      | Político                              | México              | 1907         |       |
| 13  | Jorge Díaz              | Pintor e dramaturgo                   | Chile/ Argentina    | 1930         |       |
| 13  | Arnold Skaaland         | Wrestler                              | Estados Unidos      | 1925         |       |
| 14  | Gareth Hunt             | Ator                                  | Inglaterra          | 1942         |       |
| 14  | Lucie Aubrac            | Ativista                              | França              | 1912         |       |
| 14  | Zygmunt Kęstowicz       | Ator                                  | Polónia             | 1921         |       |
| 14  | Mighty Terror           | Músico                                | Trinidad e Tobago   | 1922         |       |
| 15  | Bowie Kuhn              | Advogado                              | Estados Unidos      | 1926         |       |
| 15  | Stuart Rosenberg        | Cineasta                              | Estados Unidos      | 1927         |       |
| 15  | Charles Harrelson       | Criminoso                             | Estados Unidos      | 1938         |       |
| 15  | Poh Ah Tiam             | Político                              | Malásia             | 1952         |       |
| 16  | Manjural Islam Rana     | Jogador de críquete                   | Bangladesh          | 1984         |       |
| 16  | Sajjadul Hasan          | Jogador de críquete                   | Bangladesh          | 1978         |       |
| 16  | Arthur Marshall         | Engenheiro                            | Reino Unido         | 1903         |       |
| 16  | Sally Clark             | Advogada                              | Reino Unido         | 1964         |       |
| 16  | Yara Vargas             | Política                              | Brasil              | 1922         |       |
| 17  | Buck Jones              | Cantor                                | Estados Unidos      | 1973         |       |
| 17  | John Backus             | Cientista da computação               | Estados Unidos      | 1924         |       |
| 17  | Jim Cronin              | Zoólogo                               | Estados Unidos      | 1951         |       |
| 18  | Bob Woolmer             | Jogador de críquete                   | Índia               | 1948         |       |
| 19  | Robert Dickson          | Poeta                                 | Inglaterra          | 1944         |       |
| 19  | Luther Ingram           | Cantor e compositor                   | Estados Unidos      | 1937         |       |
| 20  | John P. Ryan            | Ator                                  | Estados Unidos      | 1936         |       |
| 20  | Taha Yassin Ramadan     | Político                              | Iraque              | 1938         |       |
| 21  | Guilherme Araújo        | Produtor musical                      | Brasil              | 1937         |       |
| 23  | Paul Cohen              | Matemático                            | Estados Unidos      | 1934         |       |
| 25  | Andranik Margaryan      | Político                              | Armênia             | 1951         |       |
| 25  | Marshall Rogers         | Desenhista                            | Estados Unidos      | 1950         |       |
| 26  | João Soares Louro       | Empresário                            | Portugal            | 1933         |       |
| 26  | Heinz Schiller          | Automobilista                         | Suíça               | 1930         |       |
| 26  | Beniamino Andreatta     | Político                              | Itália              | 1928         |       |
| 26  | Mikhail Ulyanov         | Ator                                  | Rússia              | 1927         |       |
| 26  | Sylvia Straus           | Pianista                              | Estados Unidos      | 1913         |       |
| 27  | Faustino Oramas         | Trovador                              | Cuba                | 1911         |       |
| 27  | Paul Lauterbur          | Químico                               | Estados Unidos      | 1929         |       |
| 27  | Joe Sentieri            | Cantor                                | Itália              | 1925         |       |
| 27  | Charlotte Winters       | Veterana da 1a. Guerra Mundial        | Estados Unidos      | 1897         |       |
| 27  | Ransom A. Myers         | Biólogo                               | Canadá              | 1952         |       |
| 27  | Hans Hedberg            | Escultor                              | Suécia              | 1917         |       |
| 28  | Abe Coleman             | Wrestler                              | Polónia             | 1905         |       |
| 28  | Thomas Hetherington     | Advogado                              | Reino Unido         | 1926         |       |
| 28  | Cha Chi Ming            | Empresário                            | Hong Kong           | 1914         |       |
| 29  | Lloyd Brown             | Veterano da 1a. Guerra Mundial        | Estados Unidos      | 1901         |       |
| 29  | Adebayo Adefarati       | Político                              | Nigéria             | 1931         |       |
| 30  | Fay Coyle               | Futebolista                           | Irlanda do Norte    | 1924         |       |